# Enrico Porro

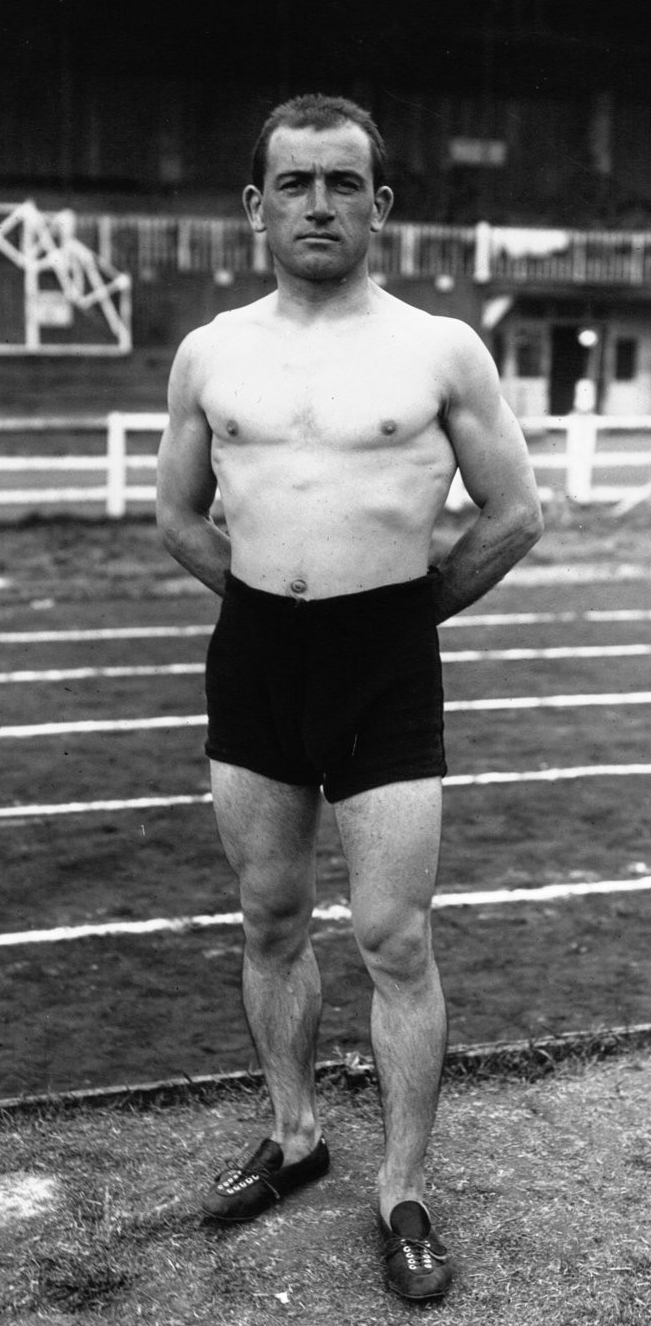
Enrico Porro (1919)

Enrico Porro (* 16. Januar 1885 in Lodi Vecchio; † 14. März 1967 in Mailand) war ein italienischer Ringer. Er war Olympiasieger 1908 in London im griech.-römischen Stil im Leichtgewicht.

## Werdegang
Enrico Porro verbrachte seine Kindheit hauptsächlich bei seinen Großeltern in Cuvio (VA). Im täglichen Raufen bzw. Kräftemessen mit den anderen Dorfjugendlichen erwarb er seine körperliche Stärke und Gewandtheit, die er später beim Ringen benötigte. Enrico Porro fuhr als Jugendlicher dann zur See und hielt sich einige Zeit in Buenos Aires, Argentinien, auf. Er kehrte jedoch nach Mailand zurück. In Mailand begann er mit dem Ringen und gehörte den Sportclubs Italia Milano bzw. Pro Patria Milano an. Im Jahre 1902 gewann er in Legnano ein von der Zeitung La Gazzetta dello Sport protegiertes Ringerturnier im griech.-röm. Stil, dem Stil, den er ausschließlich rang. Mit 18 Jahren wurde er dann für fünf Jahre zur Marine eingezogen. Die meiste Zeit verbrachte er dabei an Bord des Zerstörers Castelfidardo in La Spezia.
Im Jahre 1905 wurde er erstmals italienischer Meister im griech.-röm. Stil im Federgewicht. Diesen Titel gewann er in seiner Laufbahn insgesamt fünfmal. Im Jahre 1908 startete er für das italienische Team bei den Olympischen Spielen in London im griech.-röm. Stil. Er musste, obwohl er nur knapp 60 kg (Federgewicht) wog, im Leichtgewicht (bis 66,6 kg Körpergewicht) antreten, weil die Ringerwettbewerbe im griech.-röm. Stil erst mit dem Leichtgewicht begannen. Umso überraschender war, dass Enrico Porro den Gewichtsnachteil gegenüber den meisten Konkurrenten ohne Probleme überwand, denn er wurde in London mit vier Siegen Olympiasieger im Leichtgewicht. Im Endkampf besiegte er dabei den ca. 7 kg schwereren Nikolai Orlow aus Russland nach Punkten.
An den Olympischen Spielen 1912 in Stockholm konnte Enrico Porro wegen eines Arbeitsunfalles, bei dem er Verbrennungen an einer Hand erlitt, nicht teilnehmen. Während des Ersten Weltkrieges war er einige Jahre in Paris stationiert und beteiligte sich 1919 in Joinville an einer Meisterschaft der alliierten Truppen und belegte dabei in der Federgewichtsklasse den 2. Platz.
Nachdem Enrico Porro 1920 zum fünften Mal italienischer Meister im Leichtgewicht geworden war, wurde er zu den Olympischen Spielen dieses Jahres in Antwerpen entsandt. Dort siegte er im Federgewicht über Gottfrid Svensson aus Schweden, unterlag aber überraschenderweise dem Belgier Alexandre Boumans auf Schulter, womit er ausschied. Eine Klassierung erfolgte bei diesen Spielen nur bei den Plätzen 1 bis 4. Enrico Porro hätte aber nach den damals allgemein geltenden Regeln den 10. Platz belegt.
Vier Jahre später war Enrico Porro, obwohl schon 39 Jahre alt, auch wieder bei den Olympischen Spielen in Paris am Start. Er startete wieder im Federgewicht, unterlag aber in seinen Kämpfen gegen M. Capron aus Frankreich und Erik Malmberg aus Schweden. Mit diesen Ergebnissen landete er auf dem 18. Platz.
Bei weiteren internationalen Meisterschaften war Enrico Porro nicht am Start. Er starb hochgeehrt nach langer schwerer Krankheit im Alter von 82 Jahren.

## Internationale Erfolge
(OS = Olympische Spiele, GR = griech.-röm. Stil, Fe = Federgewicht, damals bis 60 kg bzw. 62 kg, Le = Leichtgewicht, bei den OS in London bis 66,6 kg)
- 1906, 1. Platz, Mitteleuropäische Meisterschaft in Mailand, GR, Le, vor Giuseppe Defendi u. Anceleto Monti, bde. Italien;
- 1908, Goldmedaille, OS in London, GR, Le, mit Siegen über Jozsef Téger, Ungarn, Gustaf Malmström, Schweden, Axel Persson, Schweden u. Nikolai Orlow, Russland;
- 1920, 10. Platz, OS in Antwerpen, GR, Fe, mit einem Sieg über Gottfrid Svensson, Schweden u. einer Niederlage gegen Alexandre Boumans, Belgien;
- 1924, 18. Platz, OS in Paris, GR, Fe, nach Niederlagen gegen M. Capron, Frankreich u. Erik Malmberg, Schweden

## Italienische Meisterschaften
Enrico Porro wurde 1905, 1906, 1909, 1910 und 1920 italienischer Meister im griech.-röm. Stil im Federgewicht.